# Myrmeleon perspicuus
Myrmeleon perspicuus är en insektsart som beskrevs av Gerstaecker 1894. Myrmeleon perspicuus ingår i släktet Myrmeleon och familjen myrlejonsländor. Inga underarter finns listade i Catalogue of Life.